# Elecciones municipales de 2019 en Alcalá de Henares
Las elecciones municipales de 2019 se celebraron en Alcalá de Henares el domingo 26 de mayo, de acuerdo con el Real Decreto de convocatoria de elecciones locales en España dispuesto el 1 de abril de 2019, y publicado en el Boletín Oficial del Estado el 2 de abril. Se elegirán los 27 concejales del pleno del Ayuntamiento de Alcalá de Henares, a través de un sistema proporcional (método d'Hondt), con listas cerradas y un umbral electoral del 5 %.

## Resultados
El 15 de junio de 2019, tras la toma de posesión de los concejales del Ayuntamiento de Alcalá de Henares, tuvo lugar la sesión de investidura como alcalde de Javier Rodríguez Palacios, que renovó su mandato con mayoría absoluta gracias a los 12 votos del PSOE y a los 2 de Unidas Podemos.
La Corporación municipal quedó conformada por 27 ediles repartidos en función de los resultados electorales que se detallan a continuación:
| Candidaturas                                      | Candidaturas                                      | Votos   | %                               | Concejales                      |
| ------------------------------------------------- | ------------------------------------------------- | ------- | ------------------------------- | ------------------------------- |
|                                                   | Partido Socialista Obrero Español (PSOE)          | 32 999  | 36,89                           | 12                              |
|                                                   | Ciudadanos-Partido de la Ciudadanía (Cs)          | 17 118  | 19,13                           | 6                               |
|                                                   | Partido Popular (PP)                              | 15 144  | 16,93                           | 5                               |
|                                                   | Vox (Vox)                                         | 7022    | 7,85                            | 2                               |
|                                                   | Unidas Podemos (PODEMOS.IU)                       | 6675    | 7,46                            | 2                               |
| Somos Alcalá-Equo (SOMOS ALCALÁ)                  | Somos Alcalá-Equo (SOMOS ALCALÁ)                  | 3943    | 4,41                            | 0                               |
| España 2000 (E2000)                               | España 2000 (E2000)                               | 2959    | 3,31                            | 0                               |
| Mas Madrid (MÁS MADRID)                           | Mas Madrid (MÁS MADRID)                           | 2183    | 2,44                            | 0                               |
| Actúa-La Izquierda Hoy-Los Verdes (PACT-LIH-GMLV) | Actúa-La Izquierda Hoy-Los Verdes (PACT-LIH-GMLV) | 485     | 0,54                            | 0                               |
| Partido Humanista (PH)                            | Partido Humanista (PH)                            | 348     | 0,39                            | 0                               |
| Votos en blanco                                   | Votos en blanco                                   | 586     | 0,66                            | n/a                             |
| Votos válidos                                     | Votos válidos                                     | 89 462  | 100,00                          | 27                              |
| Votos nulos                                       | Votos nulos                                       | 478     | Participación: \| \| 64,64 % \| | Participación: \| \| 64,64 % \| |
| Votantes                                          | Votantes                                          | 89 940  | Participación: \| \| 64,64 % \| | Participación: \| \| 64,64 % \| |
| Electores                                         | Electores                                         | 139 134 | Participación: \| \| 64,64 % \| | Participación: \| \| 64,64 % \| |
|                                                   | 64,64 %                                           |         |                                 |                                 |

## Concejales electos
Relación de concejales proclamados electos:
| N.º | Nombre                             | Lista | Lista |
| --- | ---------------------------------- | ----- | ----- |
| 1   | Javier Rodríguez Palacios          |       | PSOE  |
| 2   | Miguel Ángel Lezcano López         |       | Cs    |
| 3   | María Aranguren Vergara            |       | PSOE  |
| 4   | Judith Piquet Flores               |       | PP    |
| 5   | Alberto Blázquez Sánchez           |       | PSOE  |
| 6   | María Teresa Obiol Canalda         |       | Cs    |
| 7   | Diana Díaz del Pozo                |       | PSOE  |
| 8   | Cristina Alcañiz Arlandis          |       | PP    |
| 9   | Javier Moreno de Miguel            |       | Vox   |
| 10  | Teresa López Hervás                |       | UP    |
| 11  | Enrique Nogués Julián              |       | PSOE  |
| 12  | Gregorio David Valle Rodríguez     |       | Cs    |
| 13  | Rosa Alicia Gorgues Pinet          |       | PSOE  |
| 14  | Tomas Marcelo Isoldi Barbeito      |       | PP    |
| 15  | Manuel Lafront Poveda              |       | PSOE  |
| 16  | Susana Ropero Calles               |       | Cs    |
| 17  | Blanca Ibarra Morueco              |       | PSOE  |
| 18  | Francisco Javier Villalvilla Pérez |       | PP    |
| 19  | Miguel Carlos Castillejo Calvo     |       | PSOE  |
| 20  | Antonio Villar Tejedor             |       | Vox   |
| 21  | Julián Cubilla Bolívar             |       | Cs    |
| 22  | David Cobo García                  |       | UP    |
| 23  | Patricia Sánchez González          |       | PSOE  |
| 24  | Esther de Andrés Domínguez         |       | PP    |
| 25  | José Alberto González Reyes        |       | PSOE  |
| 26  | Miguel Mayoral Moraga              |       | Cs    |
| 27  | Carlos García Rodríguez            |       | PSOE  |

## Investidura del alcalde
En la votación de investidura, celebrada el 15 de junio de 2019, el candidato del PSOE, Javier Rodríguez Palacios, resultó reelegido alcalde de Alcalá de Henares por mayoría absoluta; con los votos de los 12 concejales de su partido político y el apoyo de los 2 concejales de Unidas Podemos.
| Candidato/a                | Partido | Votos | Alcalde            |
| -------------------------- | ------- | ----- | ------------------ |
| Javier Rodríguez Palacios  | PSOE-M  | 14    | Javier R. Palacios |
| Miguel Ángel Lezcano López | Cs      | 6     | Javier R. Palacios |
| Judith Piquet Flores       | PP      | 5     | Javier R. Palacios |
| Javier Moreno de Miguel    | Vox     | 2     | Javier R. Palacios |
| Total                      | Total   | 27    | Javier R. Palacios |